# اقتصاد ألمانيا الشرقية
اقتصاد جمهورية ألمانيا الديمقراطية كان اقتصادًا موجهًا يتبع نموذج الاتحاد السوفيتي القائم على مبادئ الماركسية اللينينية. ومن خلال تقاسم العديد من الخصائص مع زملائها من الدول الأعضاء في مجلس التعاون الاقتصادي (الكوميكون)، وقف اقتصاد ألمانيا الشرقية في البداية على النقيض من السوق والاقتصادات المختلطة في أوروبا الغربية، بما في ذلك ألمانيا الغربية. كانت الدولة تحدد أهداف الإنتاج وتحدد الأسعار، كما تخصص الموارد وتدون هذه القرارات في خطط شاملة. وكانت وسائل الإنتاج مملوكة للدولة بالكامل تقريبًا. وتمتعت جمهورية ألمانيا الديمقراطية بمستوى معيشة أعلى من المتوسط مقارنة بدول الكتلة الشرقية الأخرى أو الاتحاد السوفيتي، كما تمتعت أيضًا بشروط جمركية وتعريفية مواتية مع سوق ألمانيا الغربية؛ وفي عام 1989 قدر أن 50 إلى 60 في المئة من تجارتها كانت مع الدول الغربية. ولكن بحلول منتصف الثمانينيات من القرن العشرين وصل اقتصادها إلى حالة من الركود، وهذا ما ساهم في عملية إعادة توحيد ألمانيا.

## التاريخ

### فترة الاحتلال السوفيتي
تولت كل قوة احتلال السلطة في مناطقها بحلول يونيو من عام 1945. واتبعت قوات الحلفاء في الأصل سياسة ألمانية مشتركة، ركزت على اجتثاث النازية ونزع السلاح استعدادًا لاستعادة الدولة القومية الألمانية الديمقراطية.
مع مرور الوقت تباعدت المناطق الغربية والسوفيتية اقتصاديًا. وفي عام 1946 كانت المنطقة السوفيتية تتمتع بتقدم طفيف في إجمالي إنتاجية العامل؛ وقد ساهم التصنيع في زمن الحرب بشكل أكبر في الاقتصاد الشرقي، وكان الدمار الناجم عن الحرب أخف مما حدث في الغرب. ومع ذلك بحلول عام 1948 أصبحت المناطق الغربية أكثر ازدهارًا.
كانت هناك عدة أسباب وراء الوضع الاقتصادي المتخلف في ألمانيا الشرقية. وفي حين جرى ضخ مبالغ كبيرة إلى ألمانيا الغربية، وخاصة من قبل الولايات المتحدة، فإن الاتحاد السوفيتي لم يقدم شيئًا لاقتصاد منطقته، بل حصل في الواقع على مبالغ كبيرة من التعويضات وتكاليف الاحتلال. وقد بلغت التعويضات المباشرة وغير المباشرة التي دفعتها ألمانيا الشرقية بين عامي 1946 و1953 نحو 14 مليار دولار بأسعار عام 1938.
جرت مصادرة الصناعات العسكرية وتلك المملوكة للدولة وأعضاء الحزب النازي ومجرمي الحرب. وشكلت هذه الصناعات نحو 60% من إجمالي الإنتاج الصناعي في المنطقة السوفيتية. وطالب الاتحاد السوفيتي بمعظم الصناعات الثقيلة (التي تشكل 20% من إجمالي الإنتاج) كتعويضات عن الحرب العالمية الثانية، وتشكلت شركات مساهمة سوفيتية (بالألمانية: Sowjetische Aktiengesellschaften - SAG). وجرى تأميم ما تبقى من الملكية الصناعية المصادرة، ما ترك 40% من إجمالي الإنتاج الصناعي للمؤسسات الخاصة. وأعاقت التعويضات بشكل خطير قدرة ألمانيا الشرقية على التنافس اقتصاديًا مع ألمانيا الغربية.
ورغم أن تفكيك القدرة الصناعية كان له تأثير كبير، فإن العامل الأكثر أهمية في تفسير التباين الأولي في الأداء الاقتصادي كان يتلخص في فصل المنطقة الشرقية عن سوقها التقليدية في ألمانيا الغربية. وكان اقتصاد ألمانيا الشرقية خاضعًا لسيطرة مصنعي السلع الاستهلاكية، واعتمد على المواد الخام والسلع الوسيطة الموجودة حصريًا في الغرب. ولم يكن لدى ألمانيا الشرقية أي رواسب من الفحم الصلب تقريبًا، ولم يكن من الممكن تلبية سوى نصف الطلب على الوقود محليًا. وفي عام 1943 كان الشرق يمثل 0.5% من إجمالي إنتاج فحم الكوك، و1.6% من الحديد الخام، و6.9% من الصلب الخام المنتج في الأراضي الألمانية بعد الحرب. كما انخفضت التجارة بين الشرق والغرب بمقدار 35 مرة.
بدأ امتصاص تجارة التجزئة في الشرق ببطء من قبل منظمتين تسيطر عليهما الدولة (كونزوم وهاندلزأورغانزاتسيون) اللتين جرى منحهما امتيازات خاصة. وفي 2 يناير عام 1949 أطلقت خطة مدتها عامان لإعادة البناء الاقتصادي، تهدف إلى تحقيق 81% من مستوى الإنتاج لعام 1936، ومن خلال خفض تكاليف الإنتاج بنسبة 30%، على أمل رفع مستوى الأجور العام من 12% حتى 15%. كما دعت الخطة إلى زيادة الحصة الغذائية اليومية من 1500 إلى 2000 سعرة حرارية.
تشير التقديرات إلى أنه بحلول عام 1949 كانت 100% من صناعة السيارات، وما بين 90% و100% من المواد الكيميائية، و93% من صناعات الوقود في أيدي السوفييت. وبحلول نهاية عام 1950 كانت ألمانيا الشرقية قد دفعت 3.7 مليار دولار من التعويضات التي طلبتها روسيا والتي تبلغ 10 مليارات دولار. وبعد وفاة يوسف ستالين وانتفاضة يونيو عام 1953 بدأ الاتحاد السوفيتي بإعادة مصانع ألمانيا الشرقية التي استولى عليها كتعويضات.
في مايو عام 1949 ادعى وزير الخارجية السوفيتي أندريه فيشينسكي أن الإنتاج في منطقة الاحتلال السوفيتي في مارس عام 1949 قد وصل إلى 96.6 في المئة من مستواه في عام 1936 وأن ميزانية حكومة المنطقة السوفيتية أظهرت فائضًا قدره مليار مارك ألماني شرقي، على الرغم من تخفيض الضرائب بنسبة 30%.
الحالة التالية نموذجية للعلاقة الاقتصادية بين دولتي الكتلة الشرقية. وفقًا للوثائق التي قدمها مسؤول بناء السفن الذي هرب من الشرق، فإن السفن التي طلبها الاتحاد السوفيتي لعام 1954 كلف بناؤها 148 مليون دولار، لكن السوفيت دفعوا 46 مليون دولار فقط مقابلها؛ وجرى استيعاب الفرق البالغ 102 مليون دولار من قبل جمهورية ألمانيا الديمقراطية.

### خمسينيات القرن العشرين
صادر الإصلاح الزراعي (Bodenreform) جميع الأراضي المملوكة للنازيين السابقين ومجرمي الحرب، وحدد الملكية عمومًا بمساحة 1 كيلومتر مربع (0.39 ميل مربع). وجرى تحويل نحو 500 عقار يونكر (ملكية للنبلاء) إلى تعاونية الإنتاج الزراعي (بالألمانية: Landwirtschaftliche Produktionsgenossenschaft - LPG)، وجرى توزيع أكثر من 30.000 كيلومتر مربع (12.000 ميل مربع) على 500.000 فلاح مزارع وعمال زراعيين ولاجئين. وجرى دفع التعويضات فقط لمناهضي النازية النشطين. وفي سبتمبر عام 1947 أعلنت الإدارة العسكرية السوفيتية الانتهاء من الإصلاح الزراعي عبر المنطقة السوفيتية. وأدرج هذا التقرير 12.355 عقارًا تبلغ مساحتها الإجمالية 6.000.000 فدان (24.000 كيلومتر مربع)، جرى الاستيلاء عليها وإعادة توزيعها على 119.000 عائلة من المزارعين الذين لا يملكون أرضًا، و83.000 عائلة لاجئة، ونحو 300.000 عائلة من فئات أخرى. كما جرى إنشاء مزارع الدولة، والتي تسمى Volkseigenes Gut («الممتلكات الخاصة بالشعب»).
انعقد مؤتمر الحزب الثالث لحزب الوحدة الاشتراكي الألماني (Sozialistische Einheitspartei Deutschlands—SED) في يوليو عام 1950 وأكد على التقدم الصناعي. وتعرض القطاع الصناعي الذي يوظف 40% من السكان العاملين لمزيد من التأميم، ما أدى إلى تشكيل «المؤسسات الشعبية» (بالألمانية: Volkseigene Betriebe —VEB). وتضم هذه المؤسسات 75% من القطاع الصناعي. وقدمت الخطة الخمسية الأولى (1951-1955) التخطيط المركزي للدولة؛ وشددت على حصص الإنتاج المرتفعة للصناعات الثقيلة وزيادة إنتاجية العمل. وتسببت ضغوط الخطة في نزوح مواطني جمهورية ألمانيا الديمقراطية إلى ألمانيا الغربية. وانعقد مؤتمر حزب الوحدة الاشتراكي الألماني الثاني (الأقل أهمية من مؤتمر الحزب) في الفترة من 9 حتى 12 يوليو عام 1952. وشارك فيه 1565 مندوبًا و494 مندوبًا ضيفًا وأكثر من 2500 ضيف من جمهورية ألمانيا الديمقراطية ومن العديد من دول العالم. وفي المؤتمر جرى اعتماد سياسة اقتصادية جديدة هي «البناء المخطط للاشتراكية». ودعت الخطة إلى تعزيز القطاع الاقتصادي المملوك للدولة. وكانت الأهداف الأخرى هي تنفيذ مبادئ التخطيط الاشتراكي الموحد واستخدام القوانين الاقتصادية للاشتراكية بشكل منهجي.